# Сахалинка (железнодорожная станция)
Сахалинка — железнодорожная станция Западно-Сибирской железной дороги России на линии Тайга — Белый Яр. Расположена в населённом пункте (тип: станция) Сахалинка в Первомайском районе Томской области.
Расстояние до узловых станций (в километрах): Тайга — 215, Белый Яр — 148.
Код ECP: 87530
Код ЕЦП:	875305
Код таможни: 10611010

## Деятельность
Посадка и высадка пассажиров на (из) поезда пригородного и местного сообщения. Прием и выдача багажа не производятся.
Прием и выдача грузов повагонными и мелкими отправками, загружаемых целыми вагонами, только на подъездных путях и местах необщего пользования